# Wouldn't Take Nothing for My Journey Now
Wouldn't Take Nothing for My Journey Now é um romance da escritora e poeta afro-americana Maya Angelou publicado em 1993, após a autora recitar o poema On the Pulse of Morning, durante a investidura presidencial de Bill Clinton. Journey consiste em uma série de pequenos ensaios, muitas vezes autobiográficos, e é considerado um "livro de sabedoria de Angelou". Durante a década de 1990, a escritora já era conhecida e renomada por seus trabalhos e, assim como as demais obras, esta recebeu críticas positivas.

## Antecedentes e contexto
Wouldn't Take Nothing for My Journey Now (1993) é o primeiro livro de ensaio da escritora Maya Angelou, publicado após a autora recitar o poema On the Pulse of Morning, durante a investidura presidencial de Bill Clinton, tornando-a a primeira poeta a fazer uma recitação de inauguração desde Robert Frost, na investidura presidencial de John F. Kennedy em 1961. De acordo com Meredith Berkman, "[esse fato] resultou maior reconhecimento por seus trabalhos anteriores e ampliou seu trabalho através das fronteiras raciais, econômicas e educacionais." Journey é, juntamente com a obra Even the Stars Look Lonesome, de 1997, uma das séries nomeadas por Hilton Als como um "livro de sabedoria".
Journey foi publicado entre a quinta e sexta autobiografia de Angelou, All God's Children Need Traveling Shoes (1986) e A Song Flung Up to Heaven (2002). Ela já havia publicado vários volumes de poesia e inclusive foi nomeada ao prêmio Pulitzer pelo romance Just Give Me a Cool Drink of Water 'fore I Diiie (1971). Os primeiros ensaios da escritora foram publicados pela revista estadunidense Essence no final de 1992. O apoio de seus leitores e o incentivo de Oprah Winfrey a inspirou de escrever a série e, mais tarde, ela admitiu que tentou ser acessível a todos. Journey apareceu na lista de best-sellers da The New York Times e vendeu mais de 300.000 cópias. The Los Angeles Times, em uma reportagem sobre dificuldades financeiras da Random House, comentou que a série de Angelou compensou as perdas de outras obras.
Em 1993, quando Journey foi publicado, Angelou se tornou altamente respeitada e reconhecida como representante de negros e mulheres. Joanne Braxton comentou que "[a autora] é sem dúvidas... a mulher negra mais visível da América." Ela também havia se tornado "uma grande voz autobiográfica do tempo", de acordo com o revisor Richard Long. Angelou foi uma das primeiras afro-americanas a discutir publicamente a sua vida pessoal e a utilizar-se como uma personagem central em seus livros. A escritora Julian Mayfield, que comentou sobre sua primeira autobiografia, I Know Why the Caged Bird Sings, como "uma obra de arte que escapa à descrição", afirmou que "a série de Angelou estabelece um precedente não só para escritoras negras mas para o gênero da autobiografia como um todo."

## Visão geral
Wouldn't Take Nothing for My Journey Now consiste em 24 "homílias jornalísticas" ou "reflexões", em que muitos delas são autobiográficas. Siona Carpenter, da Religion News Service, considerou Journey como uma parte do aumento na inspiração de escritoras afro-americanas da década de 1990. Os tópicos do livro incluíram temas como moda, entretenimento, sensualidade, gravidez, racismo e morte. Seus personagens de rascunho são semelhantes às descrições de pessoas, inclusive de si mesma, que aparecem ao longo das autobiografias. A obra de ensaios contém dois poemas, "Mrs. V.B." sobre sua mãe Vivian Baxter, que foi uma das primeiras mulheres negras a se juntar aos fuzileiros navais mercantes, e um sem título sobre as semelhanças que há entre as pessoas, apesar de suas diferenças raciais e culturais. O título do livro, do qual Angelou descreveu como "uma grande canção", foi retirado de uma música gospel gravada por Happy Goodman Family, que fez sucesso na década de 1950:
Bem, comecei viajando para o Senhor há muitos anos,

Tive muita dor de cabeça, conheci o sofrimento.

Mas quando eu ia tropeçar, fui para baixo,

E lá eu disse: I wouldn't take nothing for my journey now.

## Revisão
Assim como os trabalhos anteriores de Angelou, Wouldn't Take Nothing for My Journey Now recebeu críticas positivas. Mary Jane Lupton comparou os ensaios às poesias do filósofo chinês Confúcio. Ainda, assemelhou os esboços com as descrições da escritora em seu livro autobiográfico, comparou dois rascunhos sobre sua avó citados em I Know Why the Caged Bird Sings e, sobre seu marido, nivelou o ensaio "Extending the Boundaries" com a obra The Heart of a Woman. Anne Patterson-Rabon elogiou Maya pelo uso de ilustrações semelhantes ao texto. Marigold A. Clark chamou Journey de "uma autobiografia como qualquer outra", todavia vangloriou a autora pelo "uso de suas experiências vividas como exemplo".
Genevieve Stuttaford, da Publishers Weekly, descreveu os ensaios como "fragmentos serenos e inspiradores". Anne Whitehouse, da The New York Times, escreveu que "[o livro] é apelativo para leitores em busca de mensagens claras com significados facilmente digeridos". Patterson-Rabon afirmou que "a história 'canta' assim como a canção a qual seu título foi inspirado". O periodista Clark avaliou: "o leitor pode quase ouvir sua voz diante das palavras escritas". Ainda, Paul D. Colford, da Los Angeles Times, apreciou que "[os textos da obra] passam tão levemente como a brisa noturna".